# Writ of praecipe quod reddat
Il writ of praecipe quod reddat era un istituto giuridico del diritto inglese di epoca medioevale.

## Caratteristiche
Tale istituto era un particolare tipo di writ finalizzato a tutelare il possesso terriero. Il writ veniva inviato direttamente dallo sceriffo, nella forma di un ordine rivolto al convenuto, affinché lo stesso accogliesse la richiesta di restituire senza indugio il possesso della terra al presunto legittimo proprietario. In alternativa, il convenuto poteva recarsi presso la Corte regia per esporre le proprie ragioni.